# Turpie Rock
Der Turpie Rock ist ein 1 m Klippenfelsen vor der Nordküste Südgeorgiens. Er liegt vor der Einfahrt zur Hercules Bay.
Das UK Antarctic Place-Names Committee benannte ihn 1958 nach dem Frachter James Turpie der Southern Whaling & Sealing Co. Ltd., der 1946 nahe der Walfangstation Leith Harbour gesunken war. 